# キウスパーキングエリア
キウスパーキングエリアは、北海道千歳市中央の道東自動車道上にあるパーキングエリア。
日本国内のパーキングエリアで唯一、カタカナの名称である。「キウス」とはアイヌ語で「草が多い場所」の意。

## 歴史
- 1999年（平成11年）10月7日 - 供用開始。

## 施設

### 上り線（千歳恵庭方面）
- 管理：東日本高速道路
- 駐車場[2]
  - 大型：7台
  - 小型：10台
  - 身障者用
    - 小型：1台
- トイレ[2]
  - 男性：大2（和式1・洋式1）・小3
  - 女性：5（和式1・洋式4）・同伴の男児用1
  - 身障者用（オストメイト対応）[3]
    - 共用：1
- 自動販売機（24時間）[2]

### 下り線（帯広方面）
- 管理：東日本高速道路
- 駐車場[4]
  - 大型：7台
  - 小型：10台
  - 身障者用
    - 小型：1台
- トイレ[4]
  - 男性：大2（和式1・洋式1）・小3
  - 女性：5（和式1・洋式4）・同伴の男児用1
  - 身障者用（オストメイト対応）[3]
    - 共用：1
- 自動販売機（24時間）[4]

## 隣
E38 道東自動車道
(1) 千歳東IC - キウスPA - (2) 追分町IC